# La Digue
La Digue – wyspa w archipelagu Seszeli, zajmuje powierzchnię 10 km². Zamieszkuje ją około 2 tys. osób. Nazwa wyspy pochodzi od statku francuskiego podróżnika Marca Josepha Mariona du Fresne, który odwiedził Seszele w 1768 roku. Wyspa słynie ze swoich plaż i lasów tropikalnych. Tutejsza plaża Anse Source d'Argent z charakterystycznymi formacjami granitowymi uchodzi za najczęściej fotografowaną plażę Seszeli. 
La Digue uznawana jest za jedną z najczystszych i najmniej przekształconych przez człowieka wysp archipelagu. Główną gałęzią przemysłu jest turystyka, w przeszłości była nią produkcja kopry i wanilii. 

## Transport

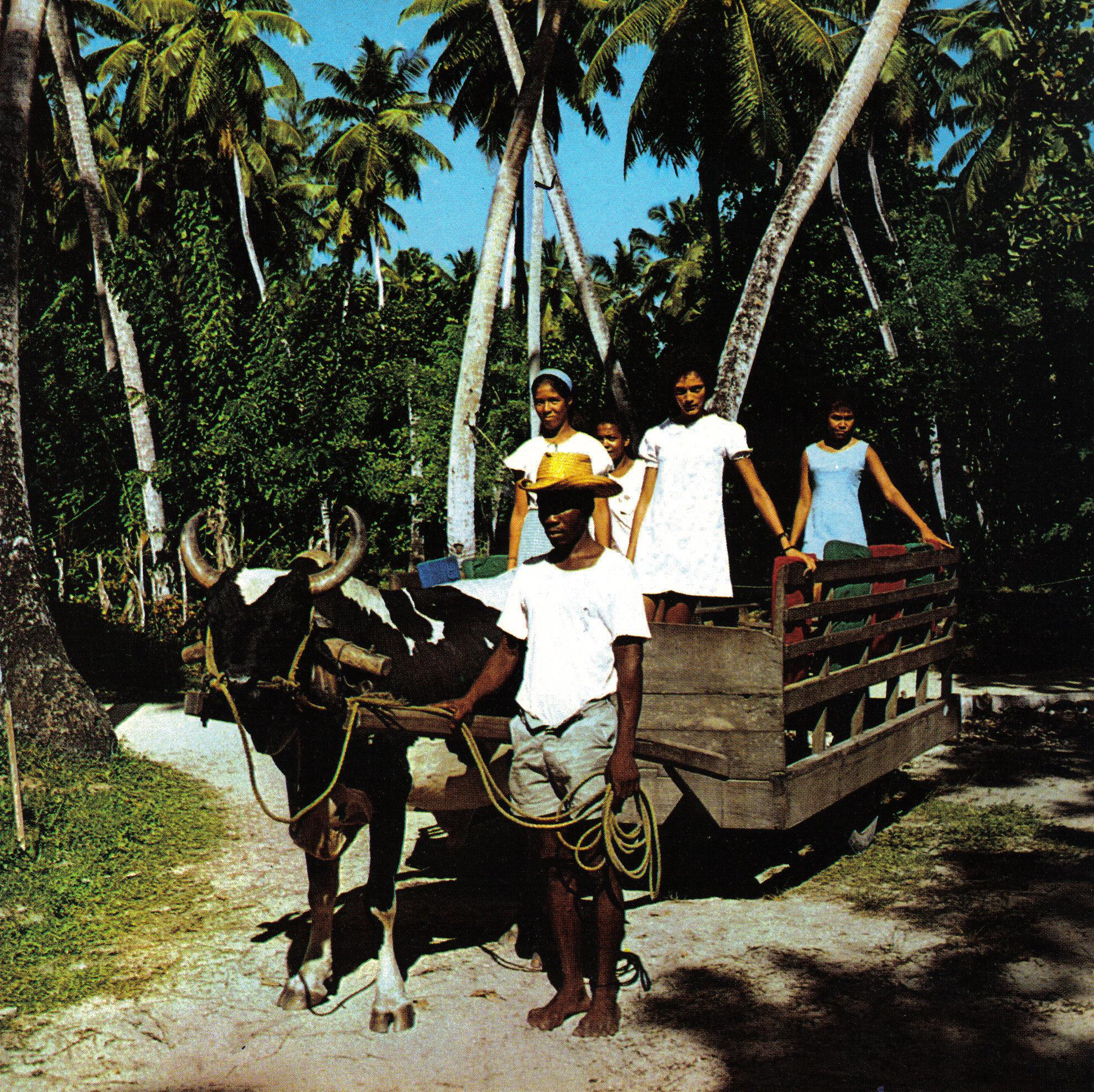
Typowy środek lokomocji na wyspie La Digue w latach 70. XX wieku

Wyspa posiada lądowisko dla śmigłowców, z którego korzystają głównie hotele dowożące swoich gości z portu lotniczego Mahé – międzynarodowego lotniska Seszeli. Z wyspy Praslin kursują też promy cumujące w La Passe – jedynym porcie La Digue (dostęp do wyspy utrudniony jest ze względu na otaczające ją rafy koralowe).
Transport kołowy na wyspie jest ograniczony – głównym środkiem lokomocji są rowery.

## Dystrykt La Digue
La Digue jest jednym z trzech samodzielnych dystryktów Seszeli, nieleżących na wyspie Mahé. Do dystryktu należą także sąsiednie wysepki The Sisters (East Sister Island i West Sister Island), Mary Anne Island, Felicite Island i Coco Island. 